# Terminalia arbuscula
Terminalia arbuscula (tiếng Anh thường gọi là White Olive) là một loài thực vật thuộc họ Combretaceae. Đây là loài đặc hữu của Jamaica. Chúng hiện đang bị đe dọa vì mất môi trường sống.